# Conseil de Flandre (Première Guerre mondiale)
 (décembre 2019).
Améliorez-le ou discutez des points à vérifier. 
Pour les articles homonymes, voir Conseil de Flandre.
Le Conseil de Flandre (en néerlandais : Raad van Vlaanderen (RVV)) était une instance indépendantiste flamande soutenue par l'occupant et créée le 4 février 1917 par des activistes du mouvement flamand durant l'occupation allemande de la Belgique pendant la Première Guerre mondiale. Les fondateurs du conseil, Pieter Tack et Auguste Borms entendaient entériner l'indépendance de la Flandre dans le cadre de la Flamenpolitik menée par l'occupant. Originellement le conseil était composé de 46 membres mais finit par atteindre un quorum de 93 membres. Bien que le conseil appelait de tous ses vœux de se voir doter des pleins pouvoirs législatifs, l'organe ne restera qu'une instance consultative traversée au demeurant par des dissensions et des conflits internes. Le 22 décembre 1917, le Conseil proclame l'autonomie et l'indépendance de la Flandre. En novembre 1917, cependant, la nomination du chancelier allemand Georg von Hertling, peu sensible aux velléités indépendantistes de la Flandre, réduisit fortement son influence. La fin de la guerre en novembre 1918, mettra un terme à son existence et verra nombre de ses membres arrêtés et jugés comme collaborateurs.

## Contexte
Durant la Première Guerre mondiale, l’occupant allemand s’installe sur le territoire belge, et que le gouvernement belge se trouvait être en exil en France,  une partie des politiciens flamands décide de collaborer avec l’occupant dans le but de voir la Flandre obtenir son indépendance. Pendant l’occupation, les allemands avaient pour objectif de faire de la Belgique un état satellite en le considérant comme indépendant mais qui, en réalité, devait se trouver sous la coupe politico-économique de l'Empire allemand.
Pour réussir à séduire les Flamands, les Allemands ont joué sur les discordances linguistiques qui existaient dans le pays et sur le mal-être de certains Flamands qui se sentaient en minorité et dont la culture était relayée au second plan dans l’État (la Constitution belge en néerlandais, par exemple, n’était qu’une traduction du français). Pour obtenir le soutien des activistes, l’occupant leur a fait croire qu’en cas de défaite de l’Allemagne, les francophones prendraient le pouvoir sur toute la Belgique et élimineraient complètement le néerlandais[réf. nécessaire].
Afin de pouvoir mettre en place de nouvelles structures pour la Flandre et de mettre en mouvement le projet d’indépendance de la région flamande, et ce à la suite de difficiles négociations entre diverses organisations militantes, le conseil de Flandre qui se dit Raad van Vlaanderen en néerlandais vu le jour en date du 4 février 1917. Il avait comme principaux leaders Pieter Tack et Auguste Borms.

## Missions du Conseil
Sa première mission était de mener une Flamenpolitik, car les créateurs de ce conseil étaient des activistes qui n’étaient pas satisfaits de la politique gouvernementale de l’État belge. Dans le cadre de cette politique, les autorités allemandes ont également décidé de libérer tous les miliciens néerlandophones et sous-officiers de réserve qui étaient prisonniers de guerre à la suite de la capitulation de la Belgique.
Les Flamands estimaient que leur vote n’était que trop marginalement pris en compte. À l'origine, ce conseil devait devenir un organe représentatif, une sorte de nouveau parlement pour le futur État flamand, mais l’autonomie à laquelle la Flandre aspirait restait tout de même très vague et n’avait pour unique certitude que le fait que la Constitution belge devait être modifiée.
Avec l’instauration du Conseil de Flandre, les activistes entendaient également mettre en place une politique flamande très poussée en élargissant les politiques linguistiques dans l’enseignement. C’est dans ce même esprit que les Allemands rouvrirent l’université de Gand en la flamandisant en novembre 1917 notamment et en y instaurant des cours uniquement en néerlandais, une mesure longtemps réclamée par les Flamands. Ce fut une restructuration complète de l’université. Sur tout le corps universitaire précédent, seuls cinq professeurs furent conservés. Les Allemands ont d’ailleurs dû faire appel à des enseignants venus des Pays-Bas et d’Allemagne. L'établissement fut renommé Université von Bissing, du nom du gouverneur allemand responsable de l'application de la Flamenpolitik. 
Après la guerre, il allait de soi que la partition administrative de la Belgique serait annulée, ce qui fut vérifié par la suite. Quant à l'Université flamande de Gand, elle fut immédiatement supprimée sans opposition des activistes qui avaient été mis en minorité, les francophones ayant beau jeu de la dénoncer comme étant le fruit non désiré par eux de la collaboration des Flamands pro-Allemands. La question de l'université gantoise fut renvoyée aux calendes grecques et il fallut pas moins d’une dizaine d’années, en 1930 pour avoir l'intervention personnelle du roi Albert Ier qui modifia une nouvelle fois la configuration de l’université de Gand, qui passa cette fois-ci de francophone à néerlandophone.
Ensuite, le conseil avait pour objet de former un organe législatif pour diriger la coopération nécessaire entre les Belges et l’occupant allemand. En réalité, les Allemands gardèrent la totalité du pouvoir législatif et ne laissèrent qu’un rôle secondaire aux Flamands. Dans les faits, le Conseil n’avait qu’un rôle consultatif. De plus, les activistes avaient pour but la séparation administrative de la Flandre et la Wallonie. Ce fut chose faite en décembre 1917, lorsque le Conseil annonce une scission politique complète entre les deux parties du pays. Il y avait souvent des divergences d’opinion entre les séparatistes et les fédéralistes au sein du Conseil. L’avenir de la Belgique était un sujet très discuté à l’époque.

## Organisation
Le conseil se réunissait tous les quinze jours à Bruxelles. Le bureau du conseil pouvait cependant demander des réunions extraordinaires. Ses membres touchaient 20 francs par séance prestée et une indemnité de 100 francs était accordée à chacun pour leur présence aux réunions spéciales. 
Avant d'entrer en fonction, tous les membres avaient l'obligation de prêter serment devant l'assemblée et de prononcer les mots suivants : « je jure fidélité au peuple flamand, je jure de conquérir et de maintenir l'indépendance de la Flandre et de conserver le secret lorsque le Conseil de Flandre le décidera, ainsi m'aide Dieu. »

## L’indépendance proclamée par le Conseil
À la suite d'une proposition faite par Auguste Borms, c’est lors de la séance du 22 décembre 1917 par 53 voix contre 2 que le Conseil proclama l’indépendance de la Flandre. On peut lire dans le décret adopté que cette indépendance fut proclamée dans l’espoir de, et ce selon les flamands, libérer la Flandre du joug du reste de la Belgique. La déclaration adoptée était rédigée comme suit : 

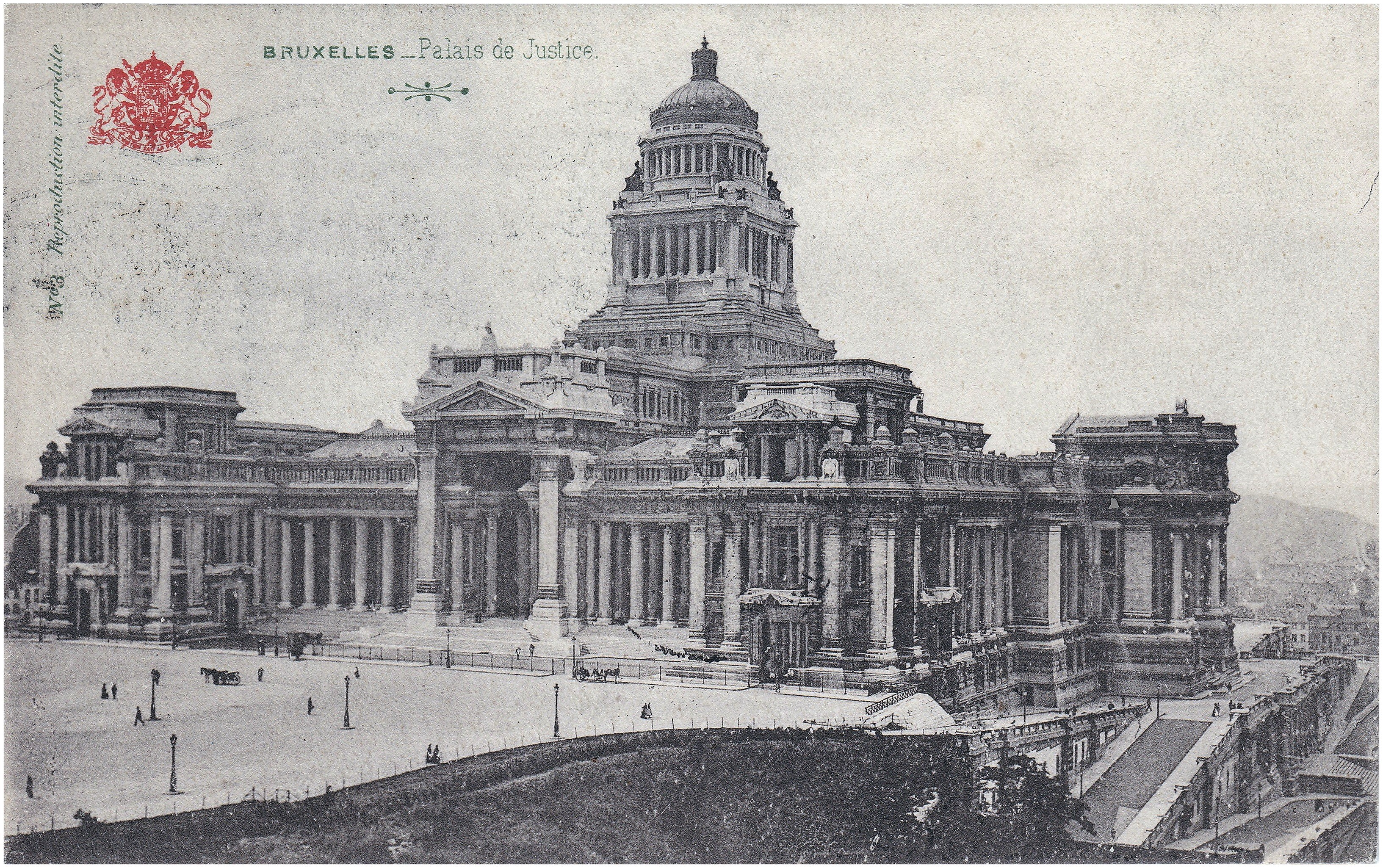
Le Palais de justice de Bruxelles

« Ainsi il considère que le mandat qui lui a été donné par le Landdag du 4 février 1917, est accompli et il décide qu'il y a lieu de procéder à la formation d'une Assemblée Consti- tuante et pour cela d'avoir recours à une consultation populaire sur la base la plus large, en conformité avec le droit des peuples de disposer d'eux-mêmes, l'oppression sous laquelle le peuple flamand a vécu depuis 1830 a cessé.L'État de Flandre est né. La Flandre suit le grand courant de la politique mondiale, l’indépendance des nationalités, le peuple flamand est enfin sauvé. Aide-toi, le ciel t'aidera ! »

## Composition
En vertu de son règlement, le Conseil de Flandre augmenta ses effectifs. Il devait compter un membre par 50 000 habitants. La province d'Anvers avait droit à 20 représentants, la province de Limbourg en comptait 5. On en avait désigné 22 pour la Flandre Orientale et 17 pour la Flandre Occidentale. Pour la province du Brabant, le nombre de représentants était de 26. Le conseil de Flandre était également subdivisé en huit commissions différentes. La première était chargée des affaires étrangères et des colonies, une seconde s’occupait de la justice et de l’intérieur et était présidée par M. Heuvelmans. Une troisième concernait l’enseignement et les arts. Cette troisième commission avait à sa tête J. Libbrecht. Une quatrième commission fut créée pour l’agriculture et la marine et avait pour chef  D. Vernieuwe. La cinquième commission visait le commerce et les banques et était dirigée par L. Severeyns. Une sixième fut installée pour la prévention sociale. Plus tard une dernière commission vit le jour, celle de la dette publique et des impôts.

## Financement
Le Budget du Conseil de Flandre fut établi le 21 septembre 1917 par une commission formée de représentants de l’Allemagne. C’est M. Mabsfranckx qui évalua que pendant le mois de septembre 1917, les frais généraux du secrétariat du conseil de Flandre atteindraient 25 000 francs. Pour le Bureau de propagande, 90 000 francs étaient prévus.

## La fin du Conseil de Flandre
En voulant dissoudre la Belgique par l’adoption d’une déclaration d’indépendance de la Flandre le 22 décembre 1917, le Conseil s’est autodétruit. Dans un premier temps, les officiers allemands soutiennent cette proclamation. Mais par la suite, les ordres de Berlin arrivèrent jusqu’à Bruxelles, et condamnent fermement cette indépendance jugée gênante.
La fin de la guerre approchant, l’Allemagne envisageait plutôt d’entrer en négociation et ne voyait dès lors plus l’indépendance de la Flandre d’un très bon œil. L’occupant annula cette indépendance et réclama la mise en place d’élections pour décider une bonne fois pour toutes si oui ou non la Flandre devait s’émanciper.
Le scrutin ne se passa pas comme prévu pour les activistes. Ce fut un échec. Dans la Flandre occupée, la surprise de cette déclaration d’indépendance laissa rapidement place à la colère lorsque tout le monde fut mis au courant que les activistes s’étaient rendus à Berlin pour solliciter de l’aide, diverses manifestations contre l’indépendance se mirent en place. À cette époque, seules 15 000 personnes s’étaient présentées comme favorables à l’indépendance de la région. L’occupant allemand jugea que le Conseil était allé trop loin : les autorités allemandes ordonnèrent sa dissolution en début 1918.
Un deuxième Conseil de Flandre a existé par la suite. Après une consultation populaire tenue assez secrète, un deuxième Conseil de Flandre a été créé en mars 1918, mais cette initiative n’a été prise au sérieux ni par les Allemands ni par la population qui était très réticente à suivre cette aventure. Ce second conseil a cessé d'exister en septembre 1918. Après cet arrêt forcé, le bureau du conseil resta en fonction et certains membres du Conseil continuèrent de se réunir officieusement à plusieurs reprises, mais tout cela n'avait aucune signification.